# Jackson, Kalifornien
Jackson är administrativ huvudort i Amador County i Kalifornien. Orten har fått namn efter militären Alden Jackson. Vid 2010 års folkräkning hade Jackson 4 651 invånare.

## Kända personer
- Robert Grant Aitken, astronom
- Ernest Gallo, företagsledare